# Milán-San Remo 2017
La 108.ª edición de la clásica ciclista Milán-San Remo se celebró en Italia el 18 de marzo de 2017. 
Formó parte del UCI WorldTour 2017 y es la octava carrera del calendario, siendo además esta carrera la primera de los cinco monumentos del ciclismo de la temporada.
Después de romperse la carrera en la última subida de la carrera, el Poggio de San Remo, Michał Kwiatkowski, del equipo Sky, ganó la carrera en un sprint de tres corredores por delante del campeón del mundo Peter Sagan (Bora-Hansgrohe) y el ciclista del Quick-Step Floors Julian Alaphilippe.

## Recorrido
La Milán-San Remo dispuso de un recorrido total de 291 kilómetros, con los pasos intermedios de puertos como el Turchino en la mitad de la carrera, los Capos (Mele, Cervo, Berta), y la cota más exigente como la Cipressa, y el Poggio en los últimos kilómetros con una pendiente media del 3,7%, aportando la dureza que pondrá a prueba a los favoritos.

## Equipos participantes
| WorldTeams (18)- AG2R La Mondiale - Astana - Bahrain-Merida - BMC Racing Team - Bora-Hansgrohe - Cannondale-Drapac - Dimension Data - FDJ - Katusha-Alpecin - Lotto NL-Jumbo - Lotto-Soudal - Movistar Team - Orica-Scott - Quick-Step Floors - Sky - Team Sunweb - Trek-Segafredo - UAE Team Emirates Equipos continentales profesionales (7)- Androni Giocattoli - Bardiani CSF - Cofidis, Solutions Crédits - Gazprom-RusVelo - Nippo-Vini Fantini - Novo Nordisk - Wilier Triestina-Selle Italia |
| |

## Clasificación final
- Las clasificaciones finalizaron de la siguiente forma:[3]

| \| Clasificación general \| Clasificación general \| Clasificación general \| Clasificación general \| Clasificación general \| \| Ciclista \| Ciclista \| Equipo \| Tiempo \| \| \| --------------------- \| --------------------- \| --------------------------- \| --------------------- \| --------------------- \| \| 1.º \| Michał Kwiatkowski \| Team Sky \| 7 h 08 min 39 s \| \| \| 2.º \| Peter Sagan \| Bora-Hansgrohe \| + 0 s \| \| \| 3.º \| Julian Alaphilippe \| Quick-Step Floors \| + 0 s \| \| \| 4.º \| Alexander Kristoff \| Katusha-Alpecin \| + 5 s \| \| \| 5.º \| Fernando Gaviria \| Quick-Step Floors \| + 5 s \| \| \| 6.º \| Arnaud Démare \| FDJ \| + 5 s \| \| \| 7.º \| John Degenkolb \| Trek-Segafredo \| + 5 s \| \| \| 8.º \| Nacer Bouhanni \| Cofidis, Solutions Crédits \| + 5 s \| \| \| 9.º \| Elia Viviani \| Team Sky \| + 5 s \| \| \| 10.º \| Caleb Ewan \| Orica-Scott \| + 5 s \| \| \| 11.º \| Magnus Cort \| Orica-Scott \| + 5 s \| \| \| 12.º \| Michael Matthews \| Team Sunweb \| + 5 s \| \| \| 13.º \| Sonny Colbrelli \| Bahrain-Merida \| + 5 s \| \| \| 14.º \| Daniele Bennati \| Movistar Team \| + 5 s \| \| \| 15.º \| Francesco Gavazzi \| Androni-Sidermec-Bottecchia \| + 5 s \| \| \| 16.º \| Luka Mezgec \| Orica-Scott \| + 5 s \| \| \| 17.º \| Benjamin Swift \| UAE Team Emirates \| + 5 s \| \| \| 18.º \| Tim Wellens \| Lotto-Soudal \| + 5 s \| \| \| 19.º \| Edvald Boasson Hagen \| Dimension Data \| + 5 s \| \| \| 20.º \| Marco Canola \| Nippo-Vini Fantini \| + 5 s \| \| |                      |                             |                 |
| |                      |                             |                 |
| Fuente: ProCyclingStats |                      |                             |                 |
| Clasificación general |                      |                             |                 |
| Ciclista | Ciclista             | Equipo                      | Tiempo          |
| 1.º | Michał Kwiatkowski   | Team Sky                    | 7 h 08 min 39 s |
| 2.º | Peter Sagan          | Bora-Hansgrohe              | + 0 s           |
| 3.º | Julian Alaphilippe   | Quick-Step Floors           | + 0 s           |
| 4.º | Alexander Kristoff   | Katusha-Alpecin             | + 5 s           |
| 5.º | Fernando Gaviria     | Quick-Step Floors           | + 5 s           |
| 6.º | Arnaud Démare        | FDJ                         | + 5 s           |
| 7.º | John Degenkolb       | Trek-Segafredo              | + 5 s           |
| 8.º | Nacer Bouhanni       | Cofidis, Solutions Crédits  | + 5 s           |
| 9.º | Elia Viviani         | Team Sky                    | + 5 s           |
| 10.º | Caleb Ewan           | Orica-Scott                 | + 5 s           |
| 11.º | Magnus Cort          | Orica-Scott                 | + 5 s           |
| 12.º | Michael Matthews     | Team Sunweb                 | + 5 s           |
| 13.º | Sonny Colbrelli      | Bahrain-Merida              | + 5 s           |
| 14.º | Daniele Bennati      | Movistar Team               | + 5 s           |
| 15.º | Francesco Gavazzi    | Androni-Sidermec-Bottecchia | + 5 s           |
| 16.º | Luka Mezgec          | Orica-Scott                 | + 5 s           |
| 17.º | Benjamin Swift       | UAE Team Emirates           | + 5 s           |
| 18.º | Tim Wellens          | Lotto-Soudal                | + 5 s           |
| 19.º | Edvald Boasson Hagen | Dimension Data              | + 5 s           |
| 20.º | Marco Canola         | Nippo-Vini Fantini          | + 5 s           |

## Ciclistas participantes y posiciones finales
Convenciones:
- AB-N: Abandono en la carrera
- FLT-N: Retiro por llegada fuera del límite de tiempo en la carrera
- NTS-N: No tomó la salida para la carrera
- DES-N: Descalificado o expulsado en la carrera

## UCI World Ranking
La Milán-San Remo otorga puntos para el UCI WorldTour 2017 y el UCI World Ranking, este último para corredores de los equipos en las categorías UCI ProTeam, Profesional Continental y Equipos Continentales. Las siguientes tablas son el baremo de puntuación y los corredores que obtuvieron puntos:
| Posición   | 1º  | 2º  | 3º  | 4º  | 5º  | 6º  | 7º  | 8º  | 9º  | 10º |
| Puntuación | 500 | 400 | 325 | 275 | 225 | 175 | 150 | 125 | 100 | 85  |

| 1.º  | Michał Kwiatkowski | Sky                        | 500 |
| 2.º  | Peter Sagan        | Bora-Hansgrohe             | 400 |
| 3.º  | Julian Alaphilippe | Quick-Step Floors          | 325 |
| 4.º  | Alexander Kristoff | Katusha-Alpecin            | 275 |
| 5.º  | Fernando Gaviria   | Quick-Step Floors          | 225 |
| 6.º  | Arnaud Démare      | FDJ                        | 175 |
| 7.º  | John Degenkolb     | Trek-Segafredo             | 150 |
| 8.º  | Nacer Bouhanni     | Cofidis, Solutions Crédits | 125 |
| 9.º  | Elia Viviani       | Sky                        | 100 |
| 10.º | Caleb Ewan         | Orica-Scott                | 85  |